# Hans Jerling

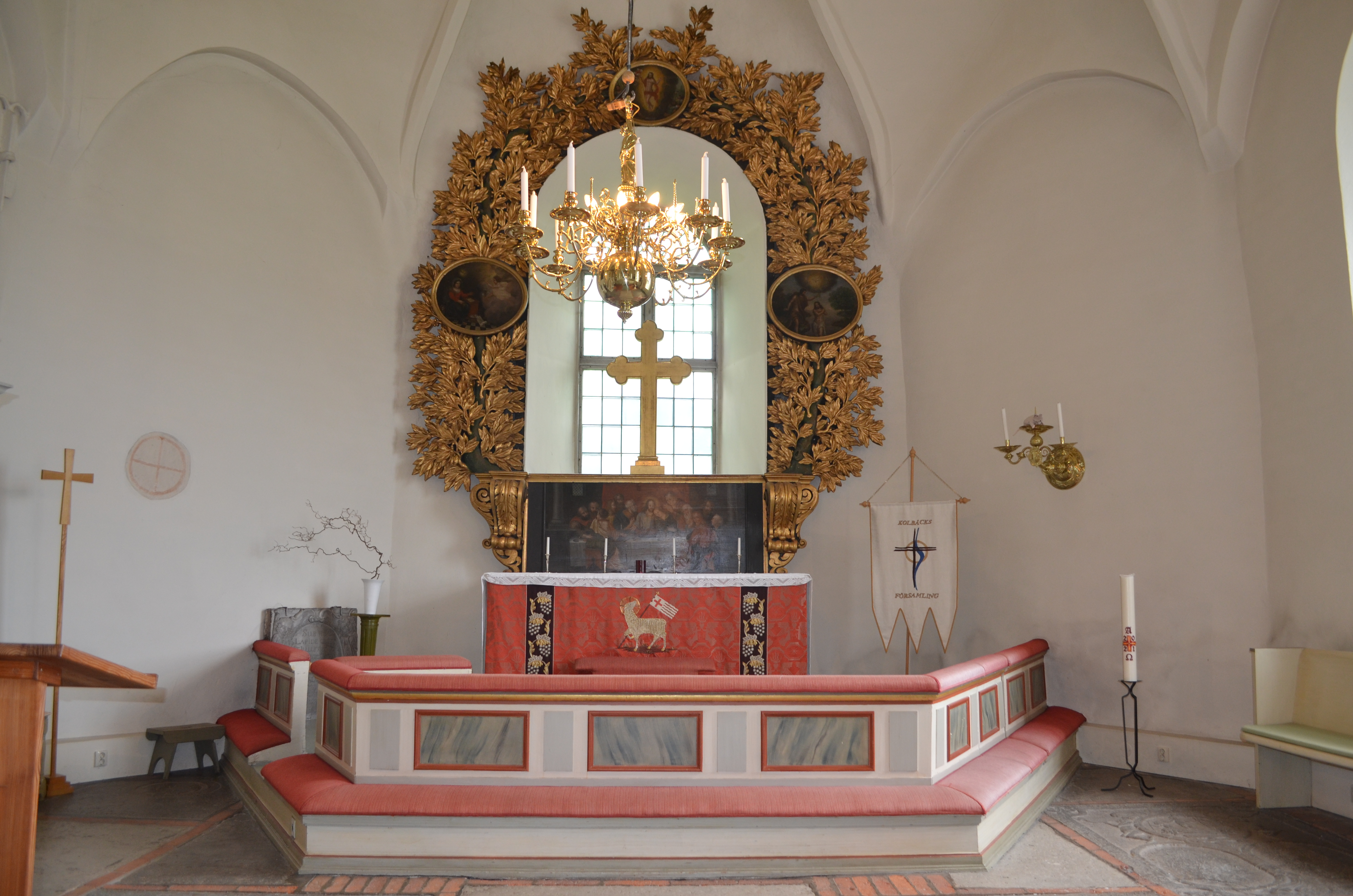
Altaret i Kolbäcks kyrka i Västmanlands län. Altaruppsatsen beställdes av änkedrottning Hedvig Eleonora och skulpterades av stockholmsmästaren bildhuggaren Hans Jerling (död 1695 i Stockholm). Korets fönster har rutor av matta, olikfärgade glas och inramas av altarprydnaden i barockstil. Det är två skulpterade träd med förgyllda lövverk.

Hans Persson Jerling, även känd under namnet Hans Gerling, död 1695 i Stockholm, var en svensk bildhuggare. Han var gift med Regina Pfundt och far till bildhuggarna Zacharias och Johan Jerling. 
Jerling var elev till Markus Hebel 1654–1664 och arbetade vid sidan av under 1663 för Christian Pfundt. Han blev mästare i träsnidarkonsten 1666 och fick burskap som trä- och stenhuggare 1670. 
Under sina 40 år som aktiv bildhuggare vann han en framskjutande ställning som den ledande bildhuggaren i Stockholm. Han tillhörde konstnärskretsen kring Magnus Gabriel De la Gardie och utförde även arbeten för hovets räkning. Antalet arbeten som lämnade hans verkstad var betydande och många av hans arbeten är ännu inte med säkerhet identifierade. 
I samarbete med Marcus Hebel utförde han altaruppsatsen i Tyska kyrkan 1659 och gravvården över Johan De la Gardie i Veckholms kyrka 1660–1661. Under 1669–1670 samarbetade han med Nicolaes Millich med dekoreringen av Drottningholms slott. Bland Jerlings egna arbeten märks dopfunten för Jacobs kyrka 1665, de liggande änglafigurerna på orgeln i Veckholms kyrka, altarfigurer för Venngarns slottskapell, altare med figurer av Moses och Paulus i Västra Vingåkers kyrka, en altaruppsats som beställdes av änkedrottning Hedvig Eleonora till Kolbäcks kyrka och de numera förkomna hundskulpturerna i alabaster för fontänen vid Jakobsdals slott. 
Bland hans epitafier märks de över Petrus Rosenberg i Solna kyrka, Lorens Eriksson Stormhatt i Bärbo kyrka samt biskoparna Simon Löfgren i Västerås domkyrka och Karl Lithman i Strängnäs domkyrka. 
Jerling finns representerad vid bland annat Nationalmuseum i Stockholm.